# Казацкий поселковый совет (Бериславский район)
Казацкий поселковый совет (укр. Козацька селищна рада) — входит в состав
Бериславского района
Херсонской области
Украины.
Административный центр поселкового совета находится в 
пгт Казацкое
.

## История
- 1922 — дата образования.

## Населённые пункты совета
- пгт Казацкое